# Етнічні групи Латинської Америки
Мешканці Латинської Америки походять від різних предків, етнічних груп та рас, що робить регіон одним із найрізноманітніших у світі. Конкретний склад групи залежить від країни. У багатьох з них переважає європейсько-індіанське або метиське населення; в інших американські індіанці становлять більшість; в деяких переважають жителі європейського походження; а населення інших країн має велике африканське або мулатське населення.

## Етнічні групи
- Американські індіанці. Корінне населення Латинської Америки, прибуло в Америку під час кам'яної доби. У післяколумбові часи вони зазнали колосального зменшення своєї чисельності, особливо в перші десятиліття колонізації. З тих пір їхня кількість відновилась, перевищивши за деякими оцінками шістдесят мільйонів. Зі зростанням чисельності інших груп зараз вони складають більшість лише в Болівії. У Гватемалі американські індіанці становлять значну меншість, яка складає дві п'ятих населення. Індіанське населення Мексики 14% (9,8% за офіційним переписом 2005 р.) є наступним за чисельністю індіанським  населенням і одним із найбільших в Америці за абсолютними цифрами. У більшості інших країн,  є значні індіанські меншини, які в кожному випадку становлять менше десятої частини населення відповідної країни. У багатьох країнах люди змішаного американського та європейського походження складають більшість населення (див. Местиси).
- Азійці. Населення азійського походження налічує кілька мільйонів мешканців у Латинській Америці. Першими азійцями, які оселилися в регіоні, були філіппінці, в результаті торгівлі Іспанії в Азії та Америці. Більшість азійських латиноамериканців мають японське або китайське походження і проживають переважно в Бразилії та Перу; в Панамі також зростає китайська меншина. У Бразилії проживає близько двох мільйонів людей азійського походження; сюди входить найбільша етнічна японська спільнота за межами самої Японії (за оцінками до 1,5 мільйона), і близько 200 000 етнічних китайців та 100 000 етнічних корейців. Етнічні корейці також налічують десятки тисяч осіб в Аргентині та Мексиці. У Перу, де живе 1,47 мільйона людей азійського походження, проживає одна з найбільших китайських спільнот у світі, майже мільйон перуанців мають китайське походження. У Перу є сильна етнічно-японська присутність,  минулий президент та низка політичних діячів мають японське походження. Населення Мартиніки включає африкансько-біло-індійське змішане населення та східно-індійське (азійсько-індійське) населення. Населення Східно Індійського походження на Гваделупі, за оцінками, становить 14% населення.
- Афроамериканці. З 16 століття в Латинську Америку були завезені мільйони африканців, більшість з яких були відправлені до Карибського регіону та Бразилії. Сьогодні людей, яких ідентифікуються як "чорні", найбільше в Бразилії (понад 10 мільйонів), Гаїті (понад 7 мільйонів), Домініканській Республіці, Колумбії та Панамі. Деякі джерела навіть згадують Беліз, хоча це  англомовна країна. Серед латиноамериканських держав Бразилія є лідером цієї категорії за відносною кількістю чорношкірого населення, причому понад 50% населення є принаймні частково африканського походження. Значні популяції африканців також виявлені в Пуерто-Рико, Кубі, Домініканській Республіці, Еквадорі, Перу, Гондурасі, Нікарагуа, Коста-Риці, Панамі, Колумбії та Венесуелі. Латиноамериканці змішаного походження африканців і білих, яких називають мулатами, чисельніші за чорношкірих. Однак іноді мулати потрапляють до категорії "чорних", тоді як інколи вони формують свою окрему етнічну спільноту.
- Метиси. Перемішування між європейцями та індіанцями розпочалося на початку колоніального періоду і було значним. Отримані в результаті люди, відомі як Метиси, складають більшість населення половини країн Латинської Америки, серед яких Парагвай є однією з лідируючих країн. Крім того, метиси складають численні меншини майже у всіх інших країнах регіону.
- Мулати. Мулати - люди змішаного африканського та європейського походження. У Латинській Америці мулати походять здебільшого від іспанських чи португальських чоловіків з одного боку та від поневолених африканських жінок з іншого. У Бразилії живе найбільша популяція мулатів в Латинській Америці. Мулати становлять більшість населення в Домініканській Республіці, а також, залежно від джерел, і на Кубі. Мулати також численні в Панамі, Гондурасі, Коста-Риці, Колумбії, Пуерто-Рико, Еквадорі, Перу та Венесуелі. Менші популяції мулатів зустрічаються в інших країнах Латинської Америки, таких як Мексика та Болівія.
- Білі (креоли). Починаючи з кінця XV століття, велика кількість піренейських колоністів оселилася в країнах Латинської Америки. Португальці колонізували в першу чергу Бразилію, а іспанці оселилися в інших регіонах. В даний час більшість білих латиноамериканців мають іспанське, португальське та італійське походження. Іберійці принесли іспанську та португальську мови, католицьку віру та багато іберійсько-латинських традицій. Бразилія, Аргентина, Мексика, Чилі, Колумбія та Венесуела є домом для найбільшої абсолютної кількість білих в Латинській Америці. Самовизначені популяції білих складають більшість населення Аргентини, Коста-Рики, Чилі, Уругваю та залежно від джерел - Куби. Білі складають майже половину населення Бразилії. З тих пір, як більша частина країн Латинської Америки здобула незалежність у 1810–2020-х роках, мільйони людей іммігрували туди. З цих іммігрантів найбільшу групу становили італійці, а наступними були іспанці та португальці. Приїхало й багато інших імігрантів, наприклад, французів, німців, греків, поляків, українців, росіян, хорватів, естонців, латишів, литовців, ірландців та валлійців. Сюди також входять євреї, а також араби ліванського, сирійського та палестинського походження; більшість з них християни. В даний час білі складають найбільшу расову групу в Латинській Америці (36% у таблиці), і враховуючи Білих, Метисів і Мулатів, переважна більшість латиноамериканців мають біле походження.
- Самбо. Перемішування між африканцями та американськими індіанцями було особливо поширеним у Колумбії, Нікарагуа, Венесуелі та Бразилії, часто через те, що раби тікали (перетворюючись на кімарунів / марунів) та селилися в індіанських селах. В іспаномовних країнах люди цього змішаного походження відомі як Самбо, а в Бразилії як Кафузо.

На додаток до вищезазначених груп, у Латинській Америці також є мільйони трирасових народів змішаного африканського, індіанського та європейського походження. Більшість з них проживають в Домініканській Республіці, Колумбії, Коста-Риці, Панамі, Венесуелі, Пуерто-Рико, Бразилії, Перу та Парагваї, з набагато меншою присутністю  в інших країнах.

### За даними Лізкано
Наступна таблиця містить інформацію, засновану на негенетичній праці 2014 року під назвою "Composición Étnica de las Tres Áreas Culturales del Continente Americano al Comienzo del Siglo XXI" ("Етнічний склад трьох культурних районів Американського континенту на початку 21-го Століття ") професора Національного автономного університету Мексики Франциско Ліскано Фернандеса.
Фернандес склав свою оцінку груп на основі критеріїв культурних моделей, а не генотипів чи навіть фенотипу. Отже, за цими оцінками термін "білі" охоплює усіх тих, чия культура має переважно іберійське походженням, тоді як термін "метиси" охоплює тих, чия культура помітно поєднує іберійські та індіанські культурні традиції, а   "індіанці" це лише ті, чия культура відноситься переважно до корінних жителів.
Таким чином, наслідком використання цих критеріїв є викревлення показників кількості зазначених груп, порівняно до  генетичних або фенотипових факторів. Так, наприклад, категорія "білих", дана для Чилі, включала  переважно генетичних метисів, тоді як категорія "метисів" у Мексиці включала  не лише значну частку генетичних корінних американців, а й багато генетичних білих тощо. Дані по інших країнах подано нижче:
| Країна                   | Населення 2014 | Білі  | Метиси | Мулати | Індіанці | Чорні | Азійці | Креоли і гарифуна |
| ------------------------ | -------------- | ----- | ------ | ------ | -------- | ----- | ------ | ----------------- |
| Аргентина                | 41,769,726     | 85.0% | 11.1%  | 0.0%   | 1.0%     | 0.0%  | 2.9%   | 0.0%              |
| Болівія                  | 10,118,683     | 15.0% | 28.0%  | 2.0%   | 55.0%    | 0.0%  | 0.0%   | 0.0%              |
| Бразилія                 | 203,429,773    | 53.8% | 0.0%   | 39.1%  | 0.4%     | 6.2%  | 0.5%   | 0.0%              |
| Чилі                     | 16,888,760     | 52.7% | 39.3%  | 0.0%   | 8.0%     | 0.0%  | 0.0%   | 0.0%              |
| Колумбія                 | 41,725,543     | 20.0% | 53.2%  | 21.0%  | 3.9%     | 1.8%  | 0.0%   | 0.1%              |
| Коста-Рика               | 4,576,562      | 82.0% | 15.0%  | 0.0%   | 0.8%     | 0.0%  | 0.2%   | 2.0%              |
| Куба                     | 11,087,330     | 37.0% | 0.0%   | 51.0%  | 0.0%     | 11.0% | 1.0%   | 0.0%              |
| Домініканська Республіка | 9,956,648      | 14.6% | 0.0%   | 75.0%  | 0.0%     | 7.7%  | 0.4%   | 2.3%              |
| Еквадор                  | 15,007,343     | 9.9%  | 42.0%  | 5.0%   | 39.0%    | 5.0%  | 0.1%   | 0.0%              |
| Сальвадор                | 6,071,774      | 1.0%  | 91.0%  | 0.0%   | 8.0%     | 0.0%  | 0.0%   | 0.0%              |
| Гватемала                | 13,824,463     | 4.0%  | 42.0%  | 0.0%   | 53.0%    | 0.0%  | 0.8%   | 0.2%              |
| Гондурас                 | 8,143,564      | 1.0%  | 85.6%  | 0.7%   | 7.7%     | 0.0%  | 1.7%   | 3.3%              |
| Мексика                  | 121,724,226    | 15.0% | 70.0%  | 0.5%   | 14.0%    | 0.0%  | 0.5%   | 0.0%              |
| Нікарагуа                | 5,666,301      | 14.0% | 78.3%  | 0.0%   | 6.9%     | 0.0%  | 0.2%   | 0.6%              |
| Панама                   | 3,460,462      | 10.0% | 32.0%  | 27.0%  | 8.0%     | 5.0%  | 4.0%   | 14.0%             |
| Парагвай                 | 6,759,058      | 20.0% | 74.5%  | 3.5%   | 1.5%     | 0.0%  | 0.5%   | 0.0%              |
| Перу                     | 30,814,175     | 12.0% | 32.0%  | 9.7%   | 45.5%    | 0.0%  | 0.8%   | 0.0%              |
| Пуерто-Рико              | 3,989,133      | 74.8% | 0.0%   | 10.0%  | 0.0%     | 15.0% | 0.2%   | 0.0%              |
| Уругвай                  | 3,308,535      | 88.0% | 8.0%   | 4.0%   | 0.0%     | 0.0%  | 0.0%   | 0.0%              |
| Венесуелла               | 27,635,743     | 16.9% | 37.7%  | 37.7%  | 2.7%     | 2.8%  | 2.2%   | 0.0%              |
| Разом                    | 579,092,570    | 36.1% | 30.3%  | 20.3%  | 9.2%     | 3.2%  | 0.7%   | 0.2%              |

Примітка: термін "креоли" відноситься людей африканського походження, які емігрували з британських та французьких колоній Карибського басейну до Центральної Америки.

### За даними Latinobarometro
Наступна таблиця показує, як латиноамериканці відповідають на питання, до якої раси ви вважаєте себе приналежним? в опитуванні Latinobarometro.
| Країна                   | Метиси | Білі | Індіанці | Мулати | Чорні | Азійці | Інші раси | Незнають/невідповіли |
| ------------------------ | ------ | ---- | -------- | ------ | ----- | ------ | --------- | -------------------- |
| Аргентина                | 26%    | 61%  | 1%       | 1%     | 1%    | 0%     | 3%        | 7%                   |
| Болівія                  | 57%    | 4%   | 27%      | 1%     | 1%    | 0%     | 1%        | 9%                   |
| Бразилія                 | 27%    | 41%  | 1%       | 13%    | 17%   | 0%     | 1%        | 0%                   |
| Чилі                     | 30%    | 59%  | 8%       | 1%     | 0%    | 0%     | 2%        | 0%                   |
| Колумбія                 | 47%    | 26%  | 5%       | 5%     | 6%    | 0%     | 2%        | 0%                   |
| Коста-Рика               | 31%    | 40%  | 4%       | 17%    | 3%    | 1%     | 1%        | 3%                   |
| Домініканська Республіка | 29%    | 11%  | 4%       | 24%    | 26%   | 3%     | 0%        | 3%                   |
| Еквадор                  | 81%    | 4%   | 7%       | 3%     | 3%    | 1%     | 0%        | 1%                   |
| Сальвадор                | 68%    | 10%  | 5%       | 4%     | 4%    | 2%     | 0%        | 7%                   |
| Гватемала                | 32%    | 17%  | 45%      | 1%     | 1%    | 0%     | 1%        | 3%                   |
| Гондурас                 | 67%    | 1%   | 13%      | 16%    | 2%    | 1%     | 1%        | 0%                   |
| Мексика                  | 52%    | 6%   | 19%      | 2%     | 0%    | 1%     | 3%        | 17%                  |
| Нікарагуа                | 67%    | 6%   | 8%       | 2%     | 3%    | 1%     | 0%        | 13%                  |
| Панама                   | 53%    | 16%  | 7%       | 5%     | 10%   | 1%     | 1%        | 7%                   |
| Парагвай                 | 81%    | 3%   | 3%       | 1%     | 1%    | 0%     | 2%        | 9%                   |
| Перу                     | 76%    | 6%   | 7%       | 1%     | 1%    | 1%     | 1%        | 7%                   |
| Уругвай                  | 7%     | 74%  | 1%       | 4%     | 3%    | 0%     | 3%        | 8%                   |
| Венесуелла               | 33%    | 32%  | 4%       | 21%    | 8%    | 0%     | 0%        | 2%                   |
| Разом                    | 47%    | 24%  | 9%       | 6%     | 5%    | 1%     | 1%        | 7%                   |

### За іншими даними
Це перелік расово-етнічних груп на основі національних чи інших джерел.
| Країна                   | Індіанці | Білі  | Метиси | Мулати | Чорні  | Азійці | Коричневі або змішані | Гаріфуна або самбо | Інші  | Невказали | Тип дослідження             | Рік  |
| ------------------------ | -------- | ----- | ------ | ------ | ------ | ------ | --------------------- | ------------------ | ----- | --------- | --------------------------- | ---- |
| Аргентина                | 2.4%     | 52.0% | 27.0%  | 0.0%   | 0.0%   | 2.6%   | 0.0%                  | 0.0%               | 16.0% | 0.0%      | Н/Д                         | 2018 |
| Болівія                  | 37.0%    | 3.0%  | 52.0%  | 0.0%   | 1.0%   | 0.0%   | 0.0%                  | 0.0%               | 0.0%  | 7.0%      | Дослідження домогосподарств | 2013 |
| Бразилія                 | 0.5%     | 43.6% | 0.0%   | 0.0%   | 8.6%   | 0.5%   | 46.8%                 | 0.0%               | 0.0%  | 0.0%      | Дослідження домогосподарств | 2020 |
| Чилі                     | 6.0%     | 61.0% | 27.0%  | 0.0%   | 0.0%   | 0.0%   | 0.0%                  | 0.0%               | 2.0%  | 4.0%      | Дослідження домогосподарств | 2006 |
| Колумбія                 | 3.43%    | 0.0%  | 0.0%   | 0.0%   | 10.62% | 0.0%   | 0.0%                  | 0.0%               | 0.01% | 85.94%    | Перепис                     | 2005 |
| Коста-Рика               | 2.0%     | 81.8% | 7.7%   | 5.7%   | 1.91%  | 0.21%  | 0.0%                  | 0.0%               | 0.0%  | 0.68%     | Перепис                     | 2011 |
| Куба                     | 0.0%     | 64.1% | 0.0%   | 26.6%  | 9.3%   | 0.0%   | 0.0%                  | 0.0%               | 0.0%  | 0.0%      | Перепис                     | 2012 |
| Домініканська Республіка | 0.0%     | 13.6% | 0.0%   | 67.6%  | 18.3%  | 0.0%   | 0.0%                  | 0.0%               | 0.0%  | 0.0%      | Дослідження домогосподарств | 2006 |
| Еквадор                  | 7.0%     | 6.1%  | 71.9%  | 1.9%   | 5.3%   | 0.0%   | 0.0%                  | 0.0%               | 7.8%  | 0.0%      | Перепис                     | 2010 |
| Спальвадор               | 0.2%     | 12.7% | 86.3%  | 0.0%   | 0.1%   | 0.0%   | 0.0%                  | 0.0%               | 0.6%  | 0.0%      | Перепис                     | 2007 |
| Гватемала                | 39.4%    | 0.0%  | 60.0%  | 0.0%   | 0.0%   | 0.0%   | 0.0%                  | 0.1%               | 0.5%  | 0.0%      | Перепис                     | 2002 |
| Гондурас                 | 6.70%    | 7.87% | 82.93% | 0.0%   | 1.40%  | 0.0%   | 0.0%                  | 0.55%              | 0.55% | 0.0%      | Перепис                     | 2013 |
| Мексика                  | 21.5%    | 0.0%  | 0.0%   | 0.0%   | 0.0%   | 0.0%   | 0.0%                  | 0.0%               | 0.0%  | 78.5%     | Дослідження домогосподарств | 2015 |
| Нікарагуа                | 6.0%     | 0.0%  | 0.0%   | 0.0%   | 0.0%   | 0.0%   | 0.0%                  | 0.4%               | 2.2%  | 91.4%     | Перепис                     | 2005 |
| Панама                   | 12.3%    | 0.0%  | 0.0%   | 0.0%   | 9.2%   | 0.0%   | 0.0%                  | 0.0%               | 0.0%  | 78.5%     | Перепис                     | 2010 |
| Парагвай                 | 1.8%     | 0.0%  | 0.0%   | 0.0%   | 0.0%   | 0.0%   | 0.0%                  | 0.0%               | 0.0%  | 98.2%     | Перепис                     | 2012 |
| Перу                     | 25.7%    | 5.9%  | 60.2%  | 0.0%   | 3.6%   | 0.2%   | 0.0%                  | 0.0%               | 1.1%  | 3.3%      | Перепис                     | 2017 |
| Пуерто-Рико              | 0.5%     | 75.8% | 0.0%   | 0.0%   | 12.4%  | 0.2%   | 3.3%                  | 0.0%               | 7.8%  | 0.0%      | Перепис                     | 2010 |
| Уругвай                  | 0.4%     | 87.4% | 2.5%   | 6.3%   | 2.0%   | 0.1%   | 0.6%                  | 0.2%               | 0.1%  | 0.3%      | Дослідження домогосподарств | 2006 |
| Венесуелла               | 0.0%     | 43.6% | 0.0%   | 0.0%   | 3.6%   | 0.0%   | 51.6%                 | 0.0%               | 1.2%  | 0.0%      | Перепис                     | 2011 |

| Країна                   | Корінні Американці | Білі Європейці | Чорні Африканці | Азійці | Метиси (Білі та Індіанці) | Мулати (Білі і Чорні) | Самбо (Чорні та Індіанці) | Трирасові (Білі, Чорні та Індіанці) | Рік генетичного аналізу |
| ------------------------ | ------------------ | -------------- | --------------- | ------ | ------------------------- | --------------------- | ------------------------- | ----------------------------------- | ----------------------- |
| Аргентина                | 1.9%               | 56.0%          | 0.1%            | 0.1%   | 42.5%                     | 0.2%                  | 0.0%                      | 0.2%                                | 2010                    |
| Болівія                  | 46.0%              | 3.0%           | 0.0%            | 0.0%   | 50.4%                     | 0.0%                  | 0.1%                      | 0.5%                                | 2013                    |
| Бразилія                 | 1.5%               | 43.1%          | 9.3%            | 0.7%   | 23.3%                     | 23.2%                 | 2.1%                      | 25.4%                               | 2018                    |
| Чилі                     | 7.5%               | 53.8%          | 0.2%            | 0.3%   | 38.0%                     | 0.2%                  | 0.0%                      | 0.0%                                | 2006                    |
| Колумбія                 | 2.9%               | 26.3%          | 10.5%           | 0.4%   | 25.5%                     | 12.5%                 | 2.1%                      | 19.8%                               | 2005                    |
| Коста-Рика               | 2.0%               | 77.3%          | 2.0%            | 0.3%   | 4.5%                      | 3.5%                  | 1.3%                      | 9.0%                                | 2011                    |
| Куба                     | 0.0%               | 39.2%          | 11.0%           | 0.3%   | 0.0%                      | 44.0%                 | 0.0%                      | 5.5%                                | 2012                    |
| Домініканська Республіка | 0.0%               | 9.6%           | 15.8%           | 0.1%   | 0.7%                      | 40.6%                 | 3.5%                      | 29.8%                               | 2006                    |
| Еквадор                  | 11.0%              | 5.5%           | 1.1%            | 0.1%   | 77.9%                     | 1.5%                  | 2.1%                      | 0.9%                                | 2010                    |
| Сальвадор                | 0.4%               | 12.9%          | 0.0%            | 0.0%   | 86.6%                     | 0.1%                  | 0.0%                      | 0.0%                                | 2007                    |
| Гватемала                | 38.0%              | 1.8%           | 1.0%            | 0.0%   | 57.2%                     | 0.1%                  | 1.7%                      | 0.2%                                | 2002                    |
| Гондурас                 | 11.1%              | 6.5%           | 1.8%            | 0.0%   | 77.5%                     | 0.1%                  | 2.8%                      | 0.2%                                | 2013                    |
| Мексика                  | 19.5%              | 28.0%          | 0.1%            | 0.1%   | 51.2%                     | 0.1%                  | 0.9%                      | 0.1%                                | 2015                    |
| Нікарагуа                | 9.0%               | 3.0%           | 4.7%            | 0.0%   | 76.5%                     | 2.1%                  | 3.2%                      | 0.5%                                | 2005                    |
| Панама                   | 11.3%              | 24.2%          | 10.7%           | 0.7%   | 18.7%                     | 15.0%                 | 4.4%                      | 17.0%                               | 2010                    |
| Парагвай                 | 6.8%               | 33.0%          | 0.0%            | 0.1%   | 60.1%                     | 0.0%                  | 0.0%                      | 0.0%                                | 2012                    |
| Перу                     | 25.7%              | 4.8%           | 0.5%            | 0.9%   | 66.4%                     | 0.0%                  | 1.7%                      | 0.0%                                | 2017                    |
| Пуерто-Рико              | 0.0%               | 23.1%          | 9.1%            | 0.1%   | 4.9%                      | 20.2%                 | 1.6%                      | 41.0%                               | 2010                    |
| Уругвай                  | 0.2%               | 84.5%          | 1.2%            | 0.1%   | 8.0%                      | 5.9%                  | 0.0%                      | 0.1%                                | 2006                    |
| Внесуелла                | 1.4%               | 39.6%          | 1.9%            | 0.1%   | 17.0%                     | 9.0%                  | 4.7%                      | 26.5%                               | 2011                    |

## Генетичні дослідження

### Пігментація шкіри
У Латинській Америці колір шкіри людини та походження часто поєднуються, а світліша шкіра зазвичай вважається ознакою вищого рівня європейської домішки. Дослідження 20-го століття, проведене на американцях мексиканського походження, використовувало дані відбиття шкіри (метод вимірювання світлості або темності шкіри) як оцінку європейського походження. Однак генетичні дані, опубліковані в 2019 році, оскаржили цю презумпцію. Дослідження асоціацій, що проводилося в усьому геномі, на 6000 латиноамериканцях з Мексики, Бразилії, Колумбії, Чилі та Перу виявило, що причиною найсильнішої кореляції світлого кольору шкіри у цих популяціях насправді був амінокислотний варіант гена MFSD12; який відсутній у європейців, але дуже поширений у східних азійців та корінних американців. Застаріле припущення, що світліша шкіра у латиноамериканців є показником європейського походження, було невиправдане.

### Аргентина
Генетичний склад Аргентини в основному є європейським за походженням, причому з домішками як корінних американців, так і африканців.
Дослідження аутосомних ДНК 2009 року показало, що із загальної кількості аргентинського населення 78,5 відсотка національного генофонду складали європейські гени, 17,3 відсотка гени корінних американців і 4,2 відсотка гени африканців.
Незважене аутосомне дослідження донорів крові з 2012 року виявило такий генетичний склад серед зразків у чотирьох регіонах Аргентини: 65% європейська, 31% індіанська та 4% африканська домішки. Висновок дослідження полягав не у виявленні узагальненого середнього рівня аутосомності країни, а в існуванні генетичної неоднорідності серед жителів різних регіонів.
- Хомбурґер., 2015, PLOS One Genetics: 67% європейська, 28% індіанська, 4% африканська та 1,4% азійська домішки.[31]
- Авенея., 2012, PLOS One Genetics: 65% європейська, 31% індіанська та 4% африканська домішки.[32]
  - Провінція Буенос-Айрес: 76% європейська та 24% інша.
  - Південна зона (провінція Чубут): 54% європейська та 46% інша.
  - Північно-східна зона (провінції Місіонес, Коррієнтес, Чако та Формоза): 54% європейська та 46% інша.
  - Північно-західна зона (провінція Сальта): 33% європейська та 67% інша.
- Олівейра, 2008 р., за даними університету Бразилії : 60% європейська, 31% індіанська та 9% африканська домішки.[33]
- дані National Geographic : 52% європейська, 27% індіанська, 9% африканська та 9% інша домішки.[34]

### Бразилія
Генетичні дослідження показали, що населення Бразилії в цілому має європейські, африканські та корінні американські компоненти.
Автосомне дослідження 2013 року, в якому брали участь майже 1300 людей з усіх бразильських регіонів, виявило переважно європейське походження у поєднанні з африканськими та корінними американськими внесками різного ступеня. `` Окрім зростання градієнта з півночі на південь європейське походження було найбільш поширеним серед жителів усіх міст (зі значеннями до 74%). Населення на Півночі містило значну частку домішки корінних американців, яка була приблизно в два рази більша, ніж домішка Африканців. І навпаки, на північному сході, середньому заході та південному сході африканські домішки були другими за поширеністю. На внутрішньопопуляційному рівні всі міські популяції є дуже сильно змішані, і більша частина змін у пропорціях генетичних домішок спостерігалася більше між особинами в кожній популяції, ніж  серед різних популяцій '.
| Регіон                     | Європейська домішка | Африканська домішка | Домішка Корінних Американців |
| -------------------------- | ------------------- | ------------------- | ---------------------------- |
| Північний регіон           | 51%                 | 17%                 | 32%                          |
| Північно-Східний регіон    | 56%                 | 28%                 | 16%                          |
| Центрально-Західний регіон | 58%                 | 26%                 | 16%                          |
| Південно-Східний регіон    | 61%                 | 27%                 | 12%                          |
| Південний регіон           | 74%                 | 15%                 | 11%                          |

### Чилі
Автосомне генетичне дослідження ДНК 2020 року дійшло до такого висновку: "Середнє походження по країні складало 0,53 ± 0,14 європейської, 0,04 ± 0,04 африканської та 0,42 ± 0,14 індіанської домішки, розбитої на 0,18 ± 0,15 Аймара та 0,25 ± 0,13 Мапуче. Однак домішка Мапуче була найвищою на півдні (40,03%), а Аймара на півночі (35,61%), відповідно до регіонів історичного проживання цих етнічних груп ".

### Колумбія
У Колумбії автосомне дослідження виявило, що внесок до національного генофонду становлять: 60,0% європейські, 32,0% корінні та 8,0% африканські гени.
Згідно з дослідженням аутосомної ДНК 2015 року,  в Колумбії було 62,50% європейської, 27,40% корінних американців та 9,2% африканської домішок.
Цей список показує регіональну домішку в Колумбії згідно з дослідженням ДНК 2016 року, що включало майже 800 зразків:
| Регіон            | Європейська | Індіанська | Африканська |
| ----------------- | ----------- | ---------- | ----------- |
| Амазонія          | 27,14%      | 65,20%     | 7,66%       |
| Центральний       | 58,86%      | 36,04%     | 5,10%       |
| Карибський басейн | 55,01%      | 22,01%     | 22,98%      |
| Велика Толіма     | 54,54%      | 37,34%     | 8,12%       |
| Орінокія          | 53,00%      | 36,02%     | 10,98%      |
| Тихоокеанський    | 22,72%      | 14,01%     | 63,27%      |
| Пайса             | 66,91%      | 25,22%     | 7,87%       |
| Сантандерес       | 58,10%      | 34,97%     | 6,93%       |
| Південний захід   | 48,65%      | 44,28%     | 7,07%       |
| Валле-дель-Каука  | 55,43%      | 30,54%     | 14,04%      |

### Коста-Рика
У той час як більшість костариканців ідентифікуються, як з креоли або кастізо, генетичні дослідження показують значну добішку доколумбових індіанців і меншу африканську домішку.
Згідно з автосомним дослідженням, генетичний склад Коста-Рики складає 61% відсотків європейської, 30% відсотків американської та 9% відсотків африканської домішок. Спостерігались регіональні розбіжності, з більшим європейським впливом у північних та центральних регіонах. Збільшення американського походження було виявлено на півдні (20%), а більший внесок Африки в прибережних регіонах (18% біля Атлантики та 5% біля Тихого океані).
У Центральній долині, де проживає більше половини жителів Коста-Рики, живе метиське  населення з одним із найвищих європейських компонентів у Латинській Америці (порівняно з Ріо-де-ла-Платою), регіоном з низькою корінною  домішкою (який в минулому був заселений  різнорідними групами мисливців-збирачів) і де зарас корінне населення є рідкісним. Під час іспанської колонізації Америки Коста-Рика була одним із найізольованіших регіонів Америки. Згідно з генетичними дослідженнями, середній Костариканець із Центральної долини має 80 ~ 90 відсотків європейської, 15 відсотків корінної та 5 відсотків північно-африканської або африканської домішки.

### Куба
Автосомне дослідження 2014 року показало, що генетичні предки Кубинців були: 72% європейцями, 20% африканцями та 8% корінними американцями.

### Домініканська республіка
Згідно з недавнім автосомним дослідженням, генетичний склад Домініканської Республіки становив 51,2 відсотка європейської, 41,8 відсотка африканської та 8 відсотків корінної домішки.

### Еквадор
За даними автосомного дослідження ДНК 2010 року, генетичний склад генофонду еквадорців складається з 48,8% домішки  корінних американців, 38,9% європейців та 12,3% африканців.

### Сальвадор
Переважна більшість населення вважає себе метисами. Сальвадор - одна з найбільш однорідних країн Латинської Америки. Згідно з генетичним дослідженням Університету Бразилії, сальвадорські генетичні домішки національного генофонду складаються з 45,2% внеску індіанців, 45,2% внеску Європейців та 9,6% внеску африканських предків.

### Гватемала
Дослідження "Географічні закономірності домішок геномів у латиноамериканських метисах", проведене PLoS Genetics, показало, що генетичний склад населення Гватемали складається з 36% європейської, 55% американської та менше 10% африканської та азійської домішок.

### Мексика
Дослідження Національного інституту геномної медицини Мексики (INMEGEN) повідомило, що мексиканські метиси мають 58,96% європейської, 10,03% африканської та 31,05%  азійської домішок. Внесок Африки коливається від 2,8 відсотка в Сонорі до 11,13 відсотка у Веракрусі. Вісімдесят відсотків населення було класифіковано як метиси (певною мірою расово змішані). Дослідження було проведено серед добровольців із шести штатів (Сонора, Сакатекас, Веракрус, Гуанахуато, Оахака та Юкатан) та корінної групи - сапотеків.
Дослідження в Мехіко показало, що його популяція метисів мала найбільші варіації в Латинській Америці, причому ці метиси були в основному європейськими або індіанськими, і не мали однорідної домішки. Результати дослідження є подібними до INMEGEN, де  європейська домішка становила 56,8 відсотка,  азійська (корінних американців) -  39,8 відсотка та африканська - 3,4 відсотка. Додаткові дослідження вказують на більшу  європейську домішку у людей з вищим соціально-економічним статусом та більшу  індіанську домішку у людей з нижчим соціально-економічним статусом. Дослідження мексиканців з низьким рівнем доходу виявило, що середня домішка у них становить 0,590, 0,348 та 0,062 американських, європейських та африканських генів відповідно  тоді як дослідження мексиканців з доходом, що перевищує середній, виявило, що їх європейська домішка становить 82 відсотки.

### Перу
Згідно з генетичними дослідженнями Університету Бразилії, перуанська генетична домішка складається з 51,0% індіанцського, 37,1% європейського та 11,9% африканського компонентів.
За даними автосомного дослідження ДНК 2015 року, генетичий склад населення Перу складався з: 47,30% домішки корінних американців, 47% європейської та 3,2% африканської домішки.

### Уругвай
Дослідження ДНК 2009 року в Американському журналі біології людини показало, що генетичний внесок у генофонд Уругваю в цілому походить переважно від Європи, причому корінні американські предки становлять від 1 до 10 відсотків, а африканські - від 7 до 15 відсотків (залежно від регіону). У дослідженні 2014 року, "за погодженням з результатами дослідження, що використовує нДНК ", середнє значення "для всієї країни" (але яке, таким чином, може варіюватися в регіонах) становить 6% африканської та 10% домішки корінних американців.